# Metopius rivolleti
Metopius rivolleti är en stekelart som beskrevs av Dominique 1898. Metopius rivolleti ingår i släktet Metopius och familjen brokparasitsteklar. Inga underarter finns listade i Catalogue of Life.